# 学习风格
通常认为大多数人都有自己一些特殊的认识事物、理解事物以及处理刺激或信息的模式。基于这一观念，“学习风格”的思想起源于1970年代，近年来获得普及。学习风格是假定能够使个人达到最佳学习状态的方法。这一理论提议教师应该评估其学生的学习风格，并使其课堂教学方法能够最适合每个学生的学习风格。

## 模型与理论
目前，已经至少提出了80种学习风格模型，每一种都包括至少两种不同风格。

### VARK模型[1]
- 視覺
- 聽覺
- 觸覺
- 操作

### 大衛科博模型
大衛科博模型是從經驗學習理論來的。經驗學習理論認為人有兩種模式抓取資訊，一種為實際體驗，另一種為抽象思考，同時也有兩種模式轉化經驗，一為客觀的觀察，另一為主動的實驗。根據大衛科博的模型，理想的學習應該包含上述這四種方式，並且依照不同的情境而有所改變。為了讓我們的學習更有效率，我們必須在這巧妙的切換與整合這四種方式。然而，當一個人試著使用這四種方式時，他們通常會發展出比較擅長的抓取經驗與轉化經驗的方式，結果不同的抓取資訊與轉化經驗的模式，造成了下述四種不同的學習風格：
1. 同化
2. 異化
3. 歸納
4. 適應
具有同化學習風格者的特徵是以抽象思考與主動實驗，他們非常擅長將理論做實際的應用，並且用推導後的結果來解決問題。
具有異化學習風格者，喜歡實際體驗與客觀觀察，他們具有想像力，擅長從不同的面向來看待事物與得到靈感。
歸納學習風格者的特徵為抽象思考與客觀觀察，他們能夠以歸納法來創建理論模型。
適應型的學習風格喜觀實際體驗與主動實驗，他們的長處在於行動力與能夠主動的與世界產生關係，而非只是單純從閱讀中或是課堂中學習。
科博的模型開啟了學習風格這項主題與發展了檢測來鑑別個別學生的學習風格。從他對學習的研究與經驗學習理論模型中，一個人會展現出慣用的一種風格。

### 其他模型
综合分析（synthesis analysis）、条理研究（methodical study）、注重事实（fact retention）和精细处理（elaborative processing）。这些学习风格的主要功能如下：
| 学习风格 | 功能                         |
| -------- | ---------------------------- |
| 综合分析 | 处理和分类信息               |
| 条理研究 | 有条理地完成学习任务         |
| 注重事实 | 注重实际结果，而不是内在逻辑 |
| 精细处理 | 以现有知识联系和运用新的想法 |

研究表明，尽责性和亲和性能够促进四类学习风格，而情绪不稳定性则会抑制这四类学习风格，另外，外向性和经验开放性只会促进精细处理这一种学习风格。

## 根据
学习风格理论已经受到许多人的批评。一些心理学家和神经科学家质疑这些模式有否科学根据，以及这些理论是根据什么。许多教育心理学家相信大多数学习风格模型并无科学根据，而且，这些模型经常建立在不可靠的理论立场上。 Stahl批评说，“在评估儿童学习风格以及找到相应的帮助学习的教育方法上，已经完全失败。”